# Elezioni parlamentari in Siria del 1953
Le elezioni parlamentari in Siria del 1953 si tennero il 9 ottobre. Esse videro la vittoria del Movimento Arabo di Liberazione, che ottenne 72 seggi su 82 nella Camera dei Deputati.
Il Partito del Popolo e il Partito Nazionale non poterono partecipare alle elezioni, poiché la maggior parte dei loro esponenti era stata arrestata o sottoposta agli arresti domiciliari dal regime tirannico di Adib al-Shishakli, salito al potere tre anni prima grazie ad un colpo di Stato.

## Risultati
| Liste                                | Voti | %     | Seggi |
| ------------------------------------ | ---- | ----- | ----- |
| Movimento Arabo di Liberazione       |      | 87,80 | 72    |
| Partito Nazionalista Sociale Siriano |      | 1,22  | 1     |
| Indipendenti                         |      | 10,98 | 9     |
| Totale                               |      |       | 82    |